# Macrotyphula rhizomorpha
Macrotyphula rhizomorpha är en svampart som beskrevs av R.H. Petersen 1988. Macrotyphula rhizomorpha ingår i släktet Macrotyphula och familjen trådklubbor.   Inga underarter finns listade i Catalogue of Life.